# Кодициль
Коди́циль, додаток до заповіту (англ. codicil) — документ, який змінює заповіт або додає до наявного заповіту, додаток до заповіту. Кодициль не замінює оригінал, а лише вносить до нього зміни. Як і у випадку із заповітом, кодицилі також повинні бути датовані, підписані, засвідченні та завірені, відповідно до правил встановлених законом.